# Syndicat national des secrétaires de mairie
Le Syndicat national des secrétaires de mairie, ou SNSMA, est un syndicat professionnel français qui défend l’emploi et le service public. Il regroupe les agents exerçant les fonctions de secrétaire de mairie dans les communes de moins de 3500 habitants. Il contribue à la valorisation de ce métier en le faisant mieux reconnaître du public, des élus et de tous les partenaires des mairies.

## Historique
Syndicat professionnel des Secrétaires de Mairie a été créé en 1989. En 2001 il signe une convention de partenariat avec l'UNECT-CGC. 
En 2005, lors de son congrès de l'Ardèche, il se prononce à 98 % des voix en faveur d’une convention de partenariat avec la Fédération autonome de la Fonction publique territoriale (FA-FPT). Celle-ci est signée en octobre et devient opérationnelle dès le 1er janvier 2006.
En 2007 lors de son congrès de Ronce-les-Bains (17 mai au samedi 19 mai 2007), il décide d’adhérer à la Fédération autonome de la fonction publique territoriale, (FA-FPT) adhérente de la Fédération générale autonome des fonctionnaires

## Organisation
Le Syndicat National des Secrétaires de Mairie est constitué en sections départementales et intègre également des adhérents individuels.
Son fonctionnement est assuré par :
- Le Congrès qui se réunit chaque année en session ordinaire ;
- Le Conseil d’Administration structure d’études générales de réflexion professionnelle collective;
- Le Bureau National l’exécutif du Syndicat dirigé par deux coprésidents[1].

## Représentativité
33   départements   sont   organisés   en   Sections   Départementales;   environ   200   agents   adhèrent 
individuellement répartis sur tout l’hexagone jusqu’en Corse.
En 2007, le Syndicat National des Secrétaires de Mairie comptait plus de 1000 adhérents, soit environ une marie sur vingt.